# Casa dels Canonges (Cassà de la Selva)
La Casa dels Canonges és una obra del municipi de Cassà de la Selva (Gironès) inclosa en l'Inventari del Patrimoni Arquitectònic de Catalunya.

## Descripció
Es tracta d'un edifici d'origen medieval. Només s'hi conserva la façana de la plaça Dr. Botet i restes de l'antiga estructura interior que avui són utilitzats com a parets mestres. Tota l'estructura interior és moderna. Cal remarcar l'existència de dues finestres gòtiques a la primera planta amb columna central i capitell de pedra utilitzat freqüentment en l'arquitectura d'aquella època. Les finestres i obertures són amb carreus de pedra de Girona. La façana és arrebossada.

## Història
Segons sembla aquesta casa hauria estat propietat del capítol de la catedral de Girona en l'edat mitjana. Amb la confiscació dels béns eclesiàstics, el govern va disposar la venda d'aquest immoble. El 6 de maig de 1842 l'Ajuntament inicia tràmits per aconseguir la propietat de l'edifici. En el registre de la propietat de Girona, consta que el 1878 la finca era propietat de Josep Ros i Carbó que no va justificar la propietat per títol hereditari sinó que ho va fer per un expedient possessori, tal com es va fer en molts casos amb els béns de procedència eclesiàstica.